# Šemnice
Šemnice (německy Schömitz) jsou obec v okrese Karlovy Vary v Karlovarském kraji, zhruba sedm kilometrů východně od Karlových Varů. Žije v ní 685 obyvatel.

## Historie
První písemná zmínka o vesnici pochází z roku 1239. V minulosti se v okolí Šemnic těžilo stříbro a pálil vápenec.

## Obyvatelstvo
Při sčítání lidu v roce 1921 ve vsi žilo 162 obyvatel (z toho 75 mužů) německé národnosti a římskokatolického vyznání. Podle sčítání lidu z roku 1930 měla vesnice 221 obyvatel: jednoho Čechoslováka a 22% Němců. Všichni byli římskými katolíky.

## Části obce
- Šemnice (ZSJ Šemnice a U Mostu; dohromady s částí Dubina (včetně osady Beraní Dvůr, která není ZSJ) tvoří katastrální území Šemnice)
- Dubina
- Sedlečko (včetně osady Muzikov, která není ZSJ; katastrální území Sedlečko u Karlových Var)
- Pulovice (katastrální území Pulovice)

## Pamětihodnosti
- Poblíž Šemnic a Sedlečka se nachází znělcová Šemnická skála (641 metrů). Okolí skály je přírodní rezervace s výskytem výra velkého.